# Diego de Siloé

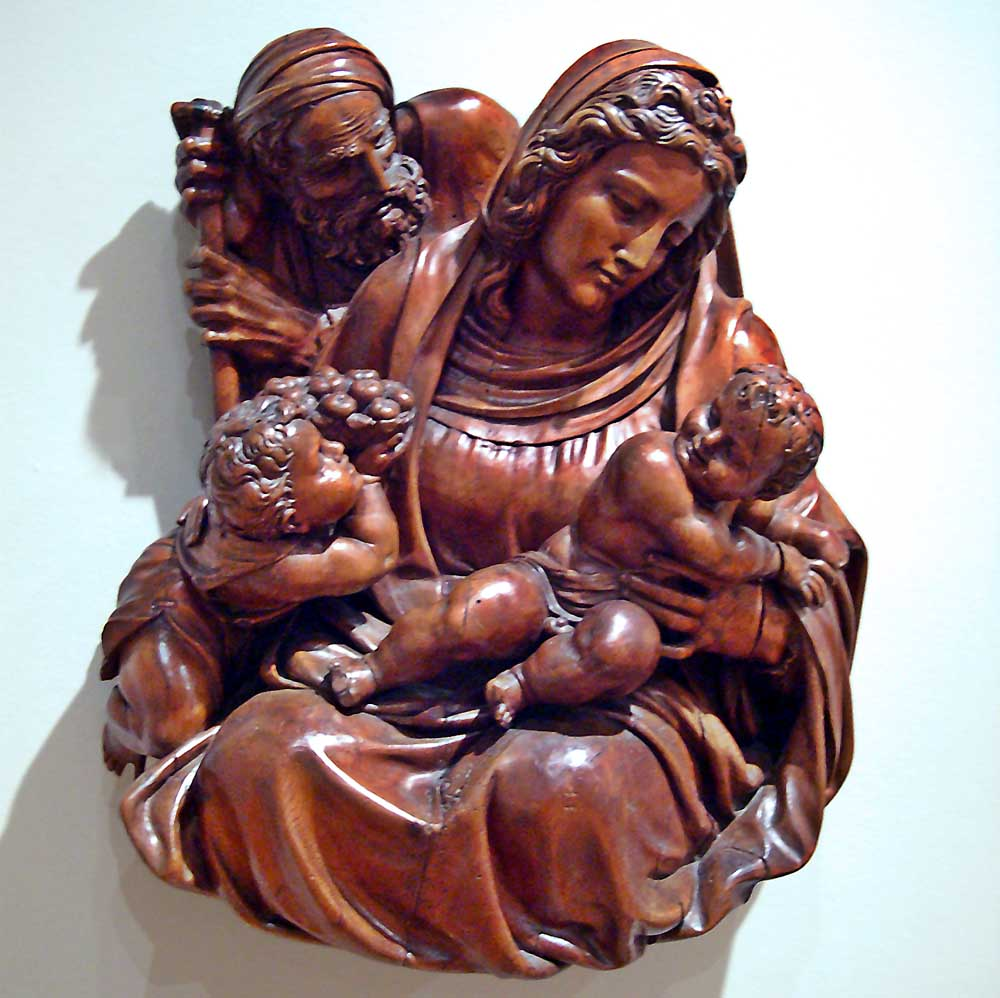
Diego de Siloé – Sagrada Familia („Heilige Familie“); Museo Nacional de Escultura in Valladolid

Diego de Siloé (* um 1495 in Burgos; † 22. Oktober 1563 in Granada) war ein spanischer Architekt und Bildhauer in der Zeit der Frührenaissance.

## Leben
Diego de Siloé war (angeblich) der Sohn von Gil de Siloé, einem Bildhauer französischer oder flämischer Abstammung, der als „letzter Vertreter des gotischen Stils in Spanien“ um das Jahr 1500 starb. Er gilt als einer der Hauptvertreter des Plateresken Stils. Siloé besuchte in seiner Jugend Italien und schuf dort um 1517 den Epiphanienalter im neapolitanischen Kloster San Giovanni a Carbonara. In den Jahren 1522/23 schuf er mehrere Grabmäler und vollendete die Escalera Dorada (vergoldete Treppe) in der Kathedrale von Burgos. Um 1526/27 Jahr plante und begann er die Turmgeschosse der Kirche der Asunción de Nuestra Señora in Santa María del Campo. Außerdem ist sein Wirken in Salamanca bezeugt.
Die Kuppel und die korinthischen Säulen, die er für die Kathedrale von Granada entwarf, wo er im Jahr 1528 Nachfolger von Enrique Egas wurde, zeigen seine Vertrautheit mit der italienischen Renaissance-Architektur. Er entwarf und baute auch (Teile der) Hauptkirchen in Úbeda, Almería, Málaga und Guadix.
Diego de Siloé hatte nachhaltigen Einfluss auf die Architektur und Bildkunst im nördlichen Spanien sowie in Granada.